# Крковић
Крковић је насељено мјесто у Далмацији. Припада граду Скрадину, у Шибенско-книнској жупанији, Република Хрватска.

## Географија
Налази се 18 км сјеверозападно од Скрадина.

## Историја
До територијалне реорганизације у Хрватској насеље се налазило у саставу бивше велике општине Шибеник. Крковић се од распада Југославије до августа 1995. године налазио у Републици Српској Крајини.

## Становништво
Према попису из 1991. године, насеље Крковић је имало 261 становника. Према попису становништва из 2001. године, Крковић је имао 220 становника. Крковић је према попису становништва из 2011. године имао 189 становника.
| Демографија | Демографија | Демографија |
| Година      | Становника  | Становника  |
| ----------- | ----------- | ----------- |
| 1961.       | 298         |             |
| 1971.       | 268         |             |
| 1981.       | 264         |             |
| 1991.       | 261         |             |
| 2001.       | 220         |             |
| 2011.       |             | 189         |